# Lasiodorides longicolli
Lasiodorides longicolli är en spindelart som beskrevs av Schmidt 2003. Lasiodorides longicolli ingår i släktet Lasiodorides och familjen fågelspindlar. Inga underarter finns listade i Catalogue of Life.